# Albina Grčić
Albina Grčić (Split, 6 februari 1999), ook bekend onder haar artiestennaam Albina, is een Kroatisch zangeres.

## Biografie
Grčić nam in 2015 deel aan X Factor Adria, een talentenjacht voor landen uit voormalig Joegoslavië. Ze raakte door de audities, maar trok zich daarna terug uit de competitie. Eind 2019 waagde ze haar kans in de Kroatische versie van The Voice. Ze werd uiteindelijk derde in deze talentenjacht. Begin 2021 nam ze deel aan Dora, de Kroatische preselectie voor het Eurovisiesongfestival. Met het nummer dancenummer Tick-tock won ze, waardoor ze haar vaderland mocht vertegenwoordigen op het Eurovisiesongfestival 2021. Ze kon hierbij niet doorstoten tot de finale.
1993: Put · 
1994: Tony Cetinski · 
1995: Magazin & Lidija · 
1996: Maja Blagdan · 
1997: ENI · 
1998: Danijela · 
1999: Doris Dragović · 
2000: Goran Karan · 
2001: Vanna · 
2002: Vesna Pisarović · 
2003: Claudia Beni · 
2004: Ivan Mikulić · 
2005: Boris Novković · 
2006: Severina · 
2007: Dragonfly feat. Dado Topić · 
2008: Kraljevi Ulice & 75 Cents · 
2009: Igor Cukrov feat. Andrea Šušnjara · 
2010: Feminnem · 
2011: Daria Kinzer · 
2012: Nina Badrić · 
2013: Klapa s Mora · 
2016: Nina Kraljić · 
2017: Jacques Houdek · 
2018: Franka Batelić · 
2019: Roko · 
2021: Albina Grčić · 
2022: Mia Dimšić · 
2023: Let 3 · 
2024: Baby Lasagna · 
2025: Marko Bošnjak